# GPS Assistit
AGPS o A-GPS, acrònim de Sistema de posicionament satèl·lit assistit, i que a diferència del seu predecessor, el GPS, incorpora la paraula assistit. Per no repetir coses explicades en el sistema GPS, es fa una breu referència a la descripció d'aquest últim, que es defineix com un sistema que mitjançant la comunicació amb diferents satèl·lits, és capaç de triangular la posició amb el nostre element comunicador i així tenir la nostra posició localitzada.
Ara, queda comentar que un sistema assistit com és el cas, vol dir que fa servir algun tipus d'ajuda externa per tal de dur a terme el seu propòsit, i aquest és el cas que es presenta, ja que el A-GPS fa servir les xarxes de dades tant fixes com cel·lulars per accelerar el procés de connexió amb els satèl·lits.

## Tecnologia
S'ha de fer referència al sistema principal, que és el GPS. Es parteix de Satèl·lits geoestacionaris (satèl·lits que mantenen la seva posició respecte a la terra, es mouen simulant el moviment de rotació de la terra), mitjançant tres d'aquests i quatre en el cas del GPS diferencial es triangula la posició a situar, concepte x,y,z,t., i amb efemèrides com a carta de control de la posició dels satèl·lits en un moment donat.
A partir d'aquí, definim la part d'assistència la qual es dona pel fet que aquesta connexió inicial o TTFF (Time To First Fix), en moltes i diferents ocasions és un procés molt susceptible de retards, ja que qualsevol problema de propagació de les ones de ràdio de comunicació entre emissor i receptor, com és l'obstaculització geogràfica, climatològica, fenòmens magnètics, etc.. impedeix que sigui un procés ràpid.
L'assistència es basa a donar els valors de posició dels satèl·lits cap als elements terrestres mitjançant servidors que tenen la informació d'efemèrides dels satèl·lits i que utilitzen internet com a via de comunicació. Fa servir internet tant com a xarxa fixa com si és la variant cel·lular. Això dependrà del dispositiu físic amb el que es vulgui dur a terme la connexió, ja que els telèfons mòbils que avui en dia estan preparats per la connexió 3G (o d'anteriors), tenen accés a la xarxa en mode mòbil i, per tant, de manera permanent encara que estiguin en moviment, i quan el dispositiu està preparat per connectar-se a la xarxa en posicions fixes i no mòbils el que obtenim és un tipus de descàrrega d'informació que el que té és una validesa temporal per poc més d'unes 4 hores, fent servir algun tipus de memòria on emmagatzemar aquesta informació i així poder moure's tenint referència dels satèl·lits durant una quantitat de temps determinada.

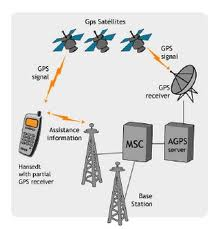
Myagps

## Punts febles
La robustesa d'aquest sistema es pot veure afectada en el moment que la cobertura del servei que ofereix la dades (internet), al dispositiu mòbil que es comunica amb el satèl·lit, no cobreixi l'àrea a on es troba aquest, ja que aleshores la connexió amb el satèl·lit es veurà supeditada a l'àrea de cobertura del servei de dades i no a la connexió directa entre satèl·lit i dispositiu.
Per explicar-ho en una frase, es tracta que un tercer element entra en joc en una comunicació entre dos.

## Conclusions
Es tracta d'una millora del servei inicial (GPS), que ara té un servei d'assistència que el dota d'una major fiabilitat i resistència a interferències, o millor dit, un sistema alternatiu més resistent a les interferències i en resultat dotat d'una robustesa que es pot qualificar de qualitat del servei, tot i que no es pot oblidar que aquest tipus d'assistència incorporada mitjançant les xarxes (cel·lulars o fixes) de dades, pot en moments concrets ser més lenta que una comunicació no assistida i que pot generar un cost econòmic imprevist a priori, per l'ús d'aquest servei.